# سيمون باسترناك
سيمون باسترناك (بالدنماركية: Simon Pasternak)‏ هو كاتب وكاتب سيناريو دنماركي، ولد في 1971.

## وصلات خارجية
- سيمون باسترناك على موقع IMDb (الإنجليزية)
- سيمون باسترناك على موقع قاعدة بيانات الفيلم (الإنجليزية)
- سيمون باسترناك على موقع كينوبويسك (الروسية)